# Pachybrachis lindbergi
Pachybrachis lindbergi es una especie de insecto coleóptero de la familia Chrysomelidae.
Fue descrita científicamente en 1963 por Burlini.